# RoboTurb
O RoboTurb é um sistema automatizado, desenvolvido em conjunto pela Universidade Federal de Santa Catarina, o LACTEC, a COPEL e FURNAS, capaz de realizar "in situ" a recuperação de superfícies erodidas por cavitação de rotores de turbinas hidráulicas de grande porte. Como consequências, o sistema viabilizará:
- elevação da resistência à cavitação do rotor;
- redução dos tempos e de material consumido no reparo;
- redução para 50% do custo total de recuperação de rotores.

Para resolver um problema que atinge 55 das 190 turbinas das usinas hidrelétricas de grande porte em operação no país – que necessitam de trabalhos de recuperação nas pás de suas turbinas -  pesquisadores de cinco laboratórios da Universidade Federal de Santa Catarina (LCMI, LAR, Grucon, Labsolda e Labmetro) em parceria com o Lactec, Instituto de Tecnologia para o Desenvolvimento localizado em Curitiba, desenvolveram o Roboturb, um sistema automatizado para substituir o atual processo manual de recuperação dessas turbinas.
As unidades hidráulicas usadas na geração de energia elétrica são geralmente máquinas de grande porte que custam cerca de R$ 2 milhões. Com o passar do tempo, a constante passagem de água gera a erosão das pás das turbinas, provocando o surgimento de crateras que, se não corrigidas, podem causar a ruptura definitiva da turbina. Hoje as cavidades são soldadas manualmente, onde a qualidade do serviço depende somente da habilidade do soldador. O trabalho é realizado num ambiente apertado, úmido, de difícil acesso e que oferece poucas posições de trabalho adequadas a uma pessoa. Esses fatores acabam provocando uma recuperação onerosa, demorada e de qualidade relativamente baixa.
Como solução para o impasse da recuperação das turbinas foi desenvolvido um robô manipulador capaz de operar no pequeno espaço entre as pás, desde a sua estrutura mecânica até a arquitetura de hardware e software. O Roboturb é capaz de medir os defeitos na superfície erodida e depositar por soldagem o material necessário para o reparo da cavidade. Tanto o sensor que faz a medição da cavidade quanto o processo de soldagem foram também desenvolvidos pela UFSC e Lactec. A utilização do robô tem a vantagem de uma soldagem uniforme e de melhor qualidade. A quantidade de material depositado é reduzida, assim como o tempo de trabalho e de exposição de pessoas ao ambiente insalubre da turbina.
A utilização do Roboturb na recuperação das turbinas resultará em significativa economia de recursos e de tempo: o novo sistema prolongará sensivelmente o prazo entre fases de manutenção, reduzirá a menos da metade os custos de recuperação e possibilitará o aumento da oferta de geração de energia. Percebe-se que a economia obtida pela adoção do processo automatizado pode até ser revertida em taxas mais baratas aos consumidores de energia elétrica. Os impactos tecnológicos são igualmente importantes: com o domínio da tecnologia, inédita no Brasil, ela poderá ser difundida em países do Mercosul com a prestação de serviços.
O projeto Roboturb iniciou-se em 1998 na  Universidade Federal de Santa Catarina  inicialmente com o apoio do governo brasileiro  para a pesquisa exploratória e da empresa geradora estatal COPEL – Companhia Paranaense de Energia Elétrica.
Três novas fases se seguiram e agora o maior mantenedor do projeto é a empresa geradora estatal FURNAS – Furnas Centrais Eletricas.